# Estolomimus abjunctus
Estolomimus abjunctus är en skalbaggsart som beskrevs av Martins och Maria Helena M. Galileo 2002. Estolomimus abjunctus ingår i släktet Estolomimus och familjen långhorningar. Inga underarter finns listade i Catalogue of Life.